# Monolithe (film)
Pour les articles homonymes, voir Monolithe (homonymie).
Monolithe (titre original : Monolith) est un film américain de science-fiction réalisé par John Eyres, sorti en 1993.

## Synopsis
Deux inspecteurs aux méthodes peu conventionnelles assistent au meurtre d'un petit garçon abattu froidement dans une ruelle par une femme tout ce qu'il y a de plus sensée. À la suite de son interpellation, des hommes en costume débarquent au commissariat et se présentent comme des agents du gouvernement. Ils exigent la détenue ainsi que la dépouille et leur conseillent d'oublier cette malheureuse affaire. Mais nos deux flics poursuivent parallèlement leur enquête et ne tardent à mettre au jour un vaste projet extraterrestre...

## Fiche technique
- Titre français : Monolithe
- Titre original : Monolith
- Réalisation : John Eyres
- Scénario : Stephen Lister
- Montage : Joel Goodman
- Photographie : Alan M. Trow
- Musique : Frank Becker
- Production : John Eyres, Geoff Griffith
- Société de production : EGM Film International
- Pays :  États-Unis
- Langue : Anglais
- Format : Couleur - Dolby Digital - DTS - 35 mm - 1.85:1
- Genre : Science-fiction
- Durée : 95 min
- Public : Interdit aux moins de 10 ans

## Distribution
- Bill Paxton (VF : Pierre-François Pistorio) : Tucker
- Lindsay Frost  (VF : Déborah Perret)  : Flynn
- John Hurt  (VF : Pierre Hatet)  : Villano
- Louis Gossett Jr.  (VF : Sady Rebbot)  : Capitaine Mac Candless
- Paul Ganus (en) : Connor
- Musetta Vander  (VF : Céline Monsarrat)  : Katya
- Andrew Lamond : Schaefer
- Mark Phelan : Rickman